# 石田哲一
石田 哲一（いしだ てついち、1910年〈明治43年〉1月3日 - 没年不明）は、日本の裁判官。日本で最初のプライバシー侵害裁判（被告・三島由紀夫）の裁判長だった。父は石田運送（名）代表社員の石田章之進。

## 経歴
鳥取県西伯郡成実村大字西大谷（現・米子市明治町）出身。
旧制鳥取県立米子中学校、旧制松江高校を経て、1932年（昭和7年）に東京帝国大学法学部卒業。1933年（昭和8年）、司法官試補。1934年（昭和9年）、予備判事に任官。
1949年（昭和24年）、東京高等裁判所判事。1955年（昭和30年）、東京地方裁判所判事。

## 人物像

### 人柄・性格
趣味は歌舞伎、長唄。宗教は神道。

## 家族・親族

### 石田家

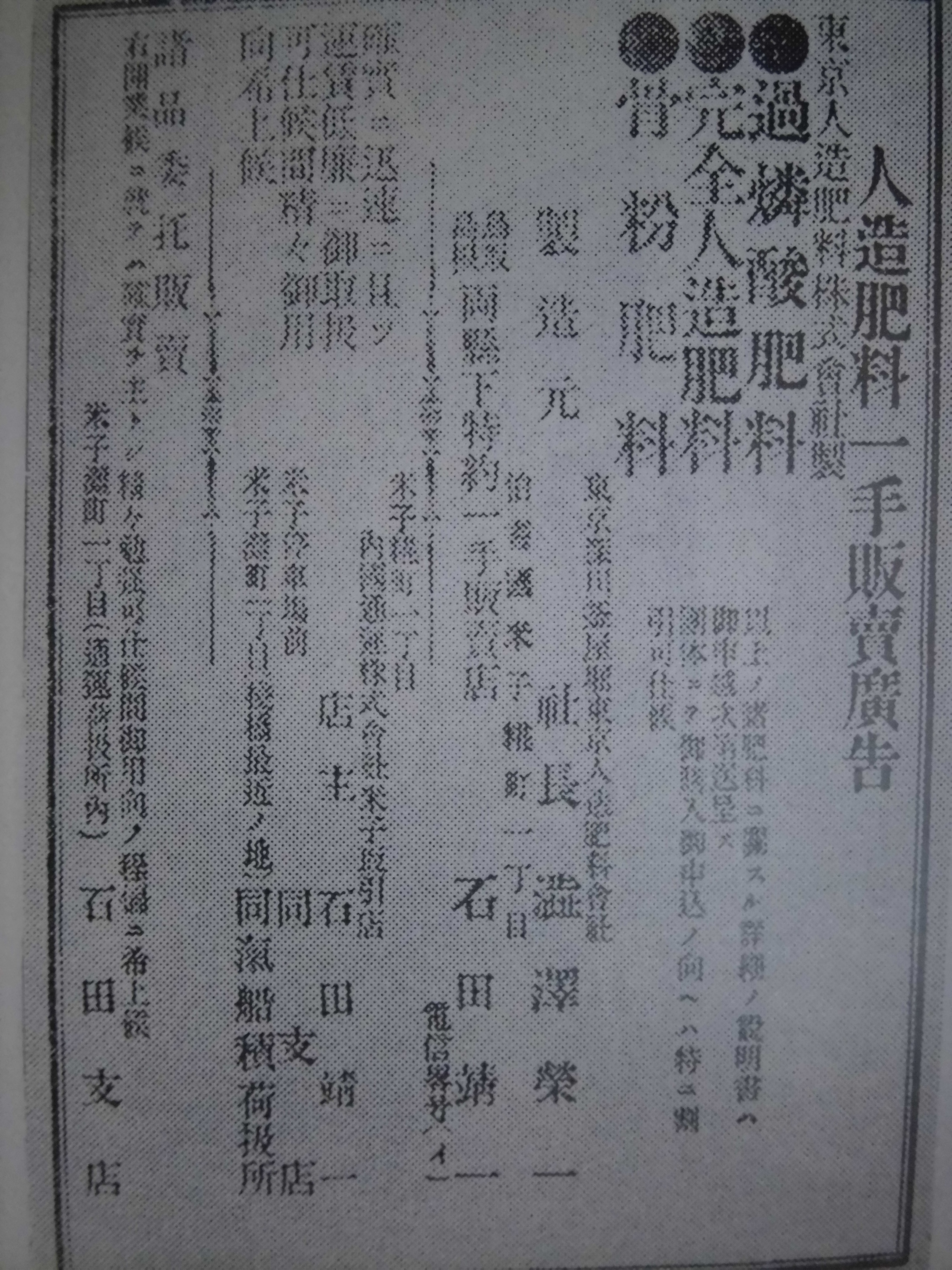
人造肥料一手販売広告

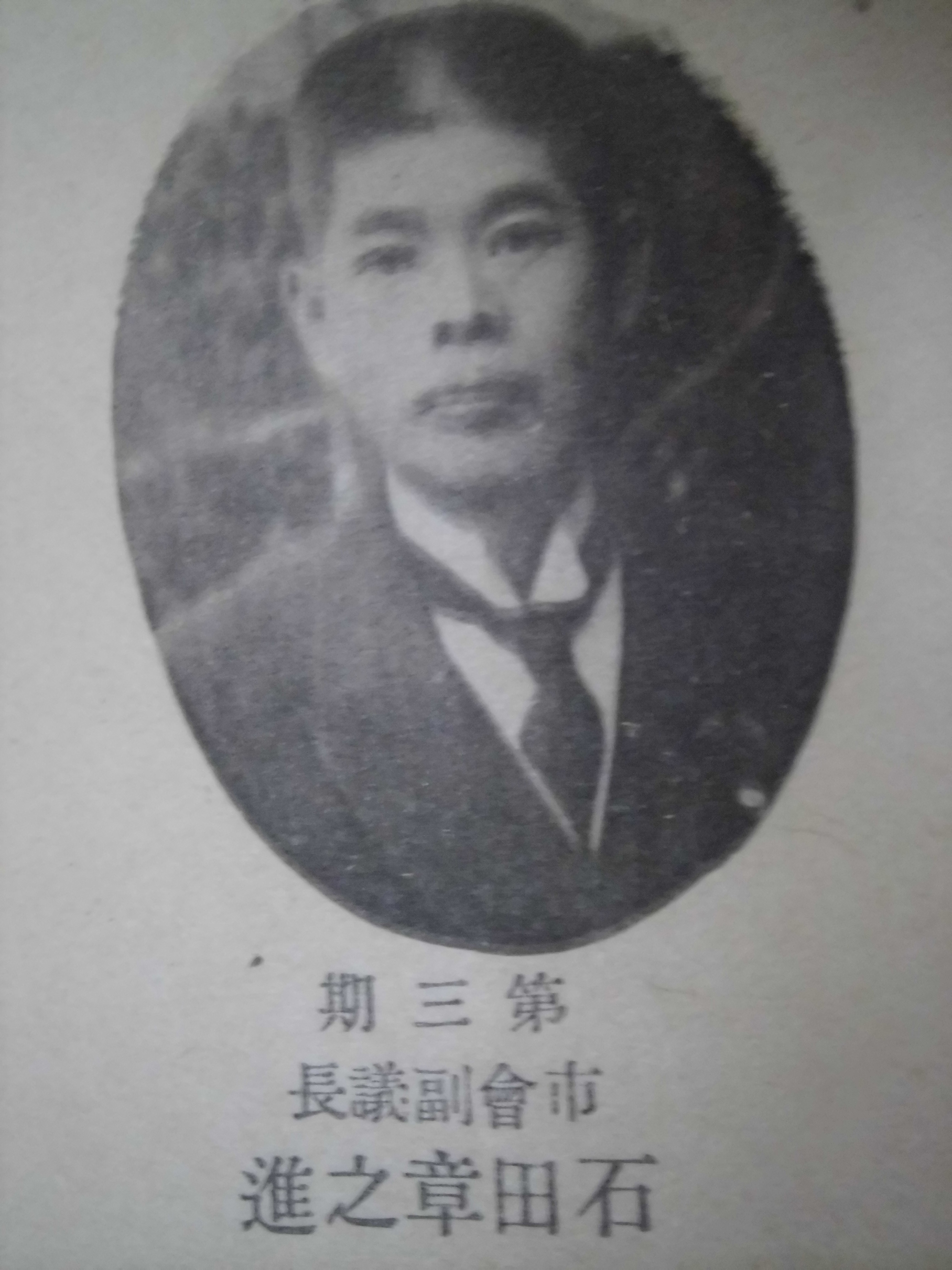

（鳥取県米子市糀町・米子市明治町）
石田運送店は駅前大通り東側にあって、内国通運株式会社（これが後に日本通運となる）の取次店として、鉄道貨物の取り扱いに重きをなした店であった。
石田は後に本拠を糀町から駅前に移し運送専業となった。鉄道開通当時からの運送店であったが、戦後廃業した。　　
- 祖父・靖一[6]（伯州米子町の豪商[6]、肥料商、運送業[7]）

1864年（元治元年）3月生 - 没。
仁三郎の嫡男。米子の豪商益尾吉太郎と共同東京釜屋堀人造肥料株式会社と結託し島根鳥取両県下一手捌をなし農業家に便宜を與ふる蓋し勘少ならず。
弱冠より多年種々の事業を経営し其間幾多の辛酸苦楚を嘗め難を凌ぎ遂に目的の彼岸に到達するの好運に遭い功成り事遂げて数萬の資を積み聲望赫尖地方運送業者の泰斗として目せらるもの豈に偶然にあらざるなり。
- 父・章之進[1][9]（石田運送（名）代表社員[1]・運送並倉庫業[1]、政治家）

1885年（明治18年）10月生 - 没。旧姓：吉岡。
島根県人吉岡民衛の三男。1907年（明治40年）に同県人石田靖一の養子となる。1924年（大正13年）に義兄の石田悦より分家す。県立農学校を卒業し、運送並倉庫業を営み石田運送会社代表社員にして米子市会議員に三期当選し副議長に推され又米子商工会議所常議員たり。趣味は子女の教育。宗教は神道。
- 母・とみゑ[1]（石田靖一の次女[1]）

1889年（明治22年）生 - 没。
- 姉・章子[1]（鳥取県人大毎新聞社員・引田一郎に嫁す[1]）

1907年（明治40年）生 - 没。
- 弟・恭二[1]（岡山第六高校教授[1]）

1912年（明治45年）生 - 没。
- 妻・ちか[1]（群馬県多額納税者、温泉旅館業田村茂三郎の五女[10]）

1913年（大正2年）生 - 没。
妻の実家賽陵館田村旅館（今の四万たむら）は、創業500年の歴史を持つ老舗旅館である
- 息子、娘[2]

### 親戚
- 石田磊（商工官僚、実業家）
- 吉岡幸雄（実業家）
- 等松農夫蔵（海軍主計少将、監査法人トーマツ設立者）

## 関連
- 宴のあと